# Smrtić
Smrtić is een plaats in de gemeente Gornji Bogićevci in de Kroatische provincie Brod-Posavina. De plaats telt 338 inwoners (2001).